# Dasypogon rubiginipennis
Dasypogon rubiginipennis là một loài ruồi trong họ Asilidae. Dasypogon rubiginipennis được Macquart miêu tả năm 1838. Loài này phân bố ở vùng Tân nhiệt đới.